# اللعبة القذرة (فلم)
اللعبة القذرة هو فيلم مصري عرض عام 1993، بطولة فريد شوقي وإلهام شاهين وصلاح قابيل وأحمد ندا ونبيلة كرم، ومن إخراج حسام الدين مصطفى.

## قصة الفيلم
تدور الأحداث حول (خالد زيدان) مُحام معروف يشترط التأكد من براءة موكله قبل الدفاع عنه، تعمل ابنته (ماجدة) بمكتب للمحاماة وتخالف رؤية أبيها، وابنته (نوال) طبيبة في المستشفى التي يملكها رجل الأعمال والمهرب (فاروق شكري)، يقع الجميع في مُعضلة أخلاقية حين يقع (فاروق) في مشكلة قانونية ويحاول توكيل (خالد) وابنته (ماجدة).

## طاقم التمثيل
- فريد شوقي: (خالد زيدان)
- إلهام شاهين: (ماجدة)
- صلاح قابيل: (فاروق شكري)
- أحمد ندا: (منصف علام)
- نبيلة كرم: (سحر)
- أحمد لوكسر: (النائب العام)
- أحمد حلاوة: (حمدي الشربيني)
- عبده الوزير: (هشام)
- ندى بسيوني: (نوال)
- مها عزت: (مدام رجاء)
- أيمن شاهين: (رامي)
- محمد عتريس
- صلاح عبد الحميد
- محسن فؤاد

## فريق العمل
- إخراج: حسام الدين مصطفى
- قصة: أميرة أبو الفتوح
- سيناريو وحوار: حسام الدين مصطفى
- مدير التصوير: علي خير الله
- مونتاج: يوسف الملاخ
- موسيقى تصويرية: هاني شنودة
- إنتاج: أماندكو فيلم (أحمد ندا)
- توزيع: اتحاد الفنانين للسينما والفيديو

## وصلات خارجية
- مقالات تستعمل روابط فنية بلا صلة مع ويكي بيانات